# Horst Schultheis
Horst Schultheis (* 1942) ist ein deutscher Schauspieler.

## Leben
Horst Schultheis wurde im Saarland geboren. An der Essener Folkwang Universität der Künste  studierte er Schauspiel, Tanz und Musicalgesang und war von 1960 bis 1964 am Theater Aachen engagiert. Dort spielte er unter anderem den Wladimir in Warten auf Godot von Samuel Beckett, im Tod eines Handlungsreisenden von Arthur Miller verkörperte er die Rolle des Biff und in Max Frischs Andorra den Andri. In der Hauptsache spielte und spielt sich Schultheis' Theaterlaufbahn in Berlin ab. Dort gastierte er an der heutigen Schaubühne am Lehniner Platz, an der Komödie und dem Theater am Kurfürstendamm und insbesondere an der Tribüne, an der er 22 Jahre lang wirkte. Hier war er beispielsweise in den Titelrollen von Molières Eingebildetem Kranken und in Onkel Wanja von Anton Tschechow zu sehen, ferner als Gerichtsrat Walter im Zerbrochnen Krug von Heinrich von Kleist. Weitere Stationen waren das Schlosspark Theater, wo Schultheis in der Operette Wie einst im Mai von Walter Kollo spielte, und ab 1993 das Renaissance-Theater. Dort stand er in Stücken wie Der rote Hahn von Gerhart Hauptmann, Die Dame vom Maxim von Georges Feydeau, Bunbury von Oscar Wilde oder Bertolt Brechts Das wirkliche Leben des Jakob Gehherda auf der Bühne.
Darüber hinaus wirkte Schultheis ab 1994 in den jährlichen Berliner Jedermann-Inszenierungen unter der Regie von Brigitte Grothum mit und spielte 2006 in der Rolle des Otto Staudach in der Uraufführung des Musicals Ich war noch niemals in New York im Hamburger Operettenhaus.
Seit Mitte der 1960er Jahre hat Schultheis auch immer wieder für das Fernsehen gearbeitet. So spielte er 1972 in der 13-teiligen ZDF-Serie Die Pulvermänner, gastweise in Liebling Kreuzberg oder Die Wicherts von nebenan sowie verschiedenen Tatort-Episoden.
Sporadisch sind seine Aufgaben als Hörspiel- und Synchronsprecher. Im Synchronstudio lieh Schultheis seine Stimme unter anderem Buck Kartalian in dem Film Sam Marlow, Privatdetektiv und Kevin Dobson in einer Folge von CSI – Den Tätern auf der Spur.

## Filmografie
- 1966: Unser Pauker – Die Kur
- 1966: Die Chefin
- 1969: Tagebuch eines Frauenmörders
- 1972: Die Pulvermänner (8 Folgen als Lehrer Fabian)
- 1977: Tatort – Feuerzauber
- 1979: Kommissariat 9 – An der richtigen Quelle
- 1979: Tatort – Gefährliche Träume
- 1981: Engel aus Eisen
- 1981: Tatort – Beweisaufnahme
- 1981: Tatort – Katz und Mäuse
- 1982: Tatort – Sterben und sterben lassen
- 1984: Der Mandelblütentraum – Kurzfilm
- 1985: Löwenzahn – Der Unkrautgärtner
- 1986: Berliner Weiße mit Schuß
- 1986: Didi – Der Untermieter – Die Renovierung
- 1986: Die Wicherts von nebenan (2 Folgen als Cherobino)
- 1990: Liebling Kreuzberg – Selbsthilfe
- 1990: Wie gut, daß es Maria gibt – Der Zweck heiligt die Mittel
- 1991: Der Hausgeist – Geisterstunde
- 1992: Der Millionenerbe – Ein neuer Anfang
- 1993: Der Hausgeist – Ich glaub’, mich tritt ein Pferd
- 2002: Dr. Sommerfeld – Neues vom Bülowbogen – Unter Verdacht

## Hörspiele
- 1995: Mein wunderbares Schattenspiel (Teile 2, 4 und 5) – Autoren: Peter Steinbach und Christoph Busch – Regie: Holger Rink